# Abadía territorial de la Santísima Trinidad de Cava de' Tirreni
La abadía territorial de la Santísima Trinidad de Cava de' Tirreni (en latín: Abbatia Territorialis Sanctissimae Trinitatis Cavensis y en italiano: Abbazia territoriale della Santissima Trinità di Cava de' Tirreni) es una circunscripción eclesiástica de la Iglesia católica en Italia. Se trata de una abadía territorial latina, sufragánea de la arquidiócesis de Salerno-Campagna-Acerno. Desde el 14 de diciembre de 2013 su abad es el presbítero Michele Petruzzelli, de la Orden de San Benito.

## Territorio y organización

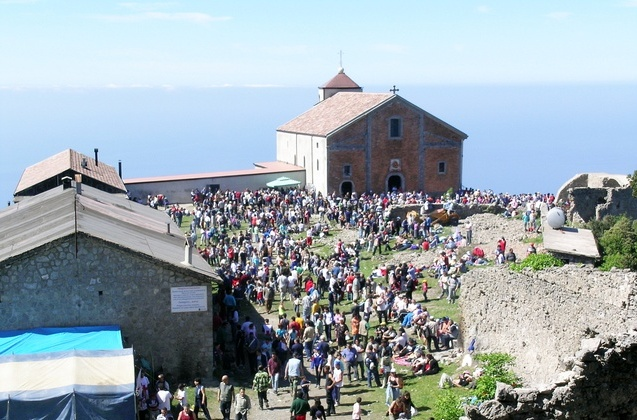
Santuario de María Santísima Abogada sobre Maiori, en el monte Falerzio

La abadía territorial tiene 1 km² y extiende su jurisdicción sobre los fieles católicos de rito latino residentes en la abadía de la Santísima Trinidad, ubicada sobre una colina a unos 400 metros sobre el nivel del mar y a 3 km del centro de la ciudad de Cava de' Tirreni, y en el santuario de María Santísima Abogada sobre Maiori, ubicado a una altitud de 827 metros en el monte Falerzio, en la comuna de Maiori. Ambos en la provincia de Salerno de la región de Campania.
La sede de la abadía territorial se encuentra en la misma abadía cerca de Cava de' Tirreni, que es a su vez la Catedral basílica de la Santísima Trinidad. 
En 2021 en la abadía territorial existían 2 parroquias: la abadía y el santuario.

### Colegio y escuelas
En 1867 se establecieron el colegio de San Benedetto y las escuelas. Comenzó con la escuela secundaria clásica, que en 1894 se igualó con las escuelas públicas. A esto le siguieron a lo largo de los años la escuela secundaria científica, la escuela secundaria y los últimos grados de la escuela primaria.
Además de los estudiantes internos, las escuelas se abrieron a los semi-internos (estudiantes que almuerzan y se quedan a estudiar por la tarde en salas especiales con la ayuda de profesores) y a estudiantes externos (que sólo asisten a las escuelas). Desde 1985, la asistencia a las escuelas también está abierta a las alumnas.
El colegio y las escuelas sufrieron la crisis de la escuela católica italiana y así, después de casi un siglo y medio de historia, en 1992 se cerró la escuela primaria, posteriormente en 1994 la escuela secundaria, en 2002 se cerró el colegio, la bachillerato clásico en 2003. Por último, en 2005 también se cerró la escuela secundaria científica.

### Bienes culturales
A lo largo de los siglos de su historia, la abadía se ha enriquecido con numerosas obras de arte de diferentes épocas: edificios, frescos, mosaicos, sarcófagos, esculturas, pinturas, manuscritos iluminados y objetos preciosos. En particular:
- La basílica, construida en el siglo XI por el abad san Pietro Pappacarbone y consagrada por el papa Urbano II el 5 de septiembre de 1092, fue completamente reconstruida en el siglo XVIII según un diseño de Giovanni del Gaizo. De la antigua basílica quedan el ambón cosmatesco del siglo XII y la capilla de los Santos Padres, renovada y revestida de mármol policromado en 1641.
- las capillas de la antigua basílica, que albergan el frontal de mármol del siglo XI, las esculturas de Tino di Camaino y el suelo de mayólica del siglo XV.
- el claustro del siglo XIII, situado bajo la imponente roca, sobre columnas pareadas de diversos mármoles con capiteles románicos y arcos sobrealzados.
- la sala del Capítulo Antiguo contigua al claustro, gótica, del siglo XIII, alberga sarcófagos y frescos de diferentes épocas.
- el cementerio lombardo, una cripta del siglo XII sobre columnas y pilares cilíndricos de mampostería de los siglos IX-X, con un efecto muy sugerente y la capilla de S. Germano del 1280.
- el capítulo, una sala con diferentes elementos: paneles traseros de madera de 1540, frescos en las paredes de 1642, suelos de mayólica de 1777, techo de 1940 con frescos del monje Raffaele Stramondo.
- el órgano de tubos construido en 1927 por Balbiani Vegezzi-Bossi, con 3595 tubos, colocado en una caja neobarroca diseñada por el monje Raffaele Stramondo.[1]

### Archivo de la abadía
El nacimiento del archivo de la abadía de Cava se remonta al año 1025, cuando el príncipe Guaimario III de Salerno y su hijo Guaimario IV concedieron, con diploma a san Alferio, la propiedad de la cueva de Arsicia con el territorio circundante. A partir de ese momento se inició la recogida de diplomas, bulas, privilegios, donaciones, legados y testamentos que aún hoy se conservan.
Hasta el siglo XVI los registros de la abadía no eran fácilmente rastreables dentro del archivo. No existía un inventario compilado orgánicamente que permitiera el acceso inmediato al documento deseado. Hasta finales del siglo XVI la estructura del archivo siguió siendo un misterio hasta que se sintió la necesidad de reordenar sistemáticamente los documentos.
El primer orden se realizó catalogando tierras, feudos y beneficios diversos utilizando criterios topográficos. Hay que recordar el trabajo encargado por el abad Manso y realizado en gran parte por el napolitano Agostino Venieri quien, durante el gobierno abacial de Ambrogio Rastellini da Puppio, reorganizó la serie del archivo colocando toda la colección en 120 arcas divididas por topografía y toponimia. En este período, el historiador Giovanni Antonio Summonte, autor de la Historia de la ciudad y del Reino de Nápoles, era un visitante frecuente del archivo. Una nueva reorganización se hizo necesaria y se inició durante la abadía de Tiberio Ortiz alrededor del año 1779 y continuó bajo el gobierno del abad Raffaele Pasca que también quería la renovación de las salas de archivos. La reorganización corrió a cargo de Salvatore Maria Di Blasi y Emanuele Caputo, quienes tuvieron en cuenta las nuevas técnicas de archivo que se estaban difundiendo en varios países europeos. En 1808 el archivo de la abadía se salvó del desmembramiento, a pesar del decreto de Joachim Murat del 22 de diciembre que establecía el Gran Archivo del Reino en Nápoles. Como excepción al decreto, se estableció que los archivos de las abadías de Montecasino, Cava y Montevergine continuaran existiendo, conservando y aumentando las bibliotecas y archivos que poseían.
Tras la restauración borbónica, el archivo de la Cava fue sometido varias veces a inspecciones por parte de los superintendentes, enviados por el Ministerio del Interior, quienes hicieron algunas observaciones sobre el mantenimiento y organización del archivo. Esto no agradó a los monjes de Cava y desencadenó una larga controversia entre el Ministerio del Interior y el abad Mazzacane, que en 1824 prefirió renunciar a la abadía. Así, el archivo quedó temporalmente confiado a Gabriele Moccaldi y luego al nuevo archivero, el siciliano Ignazio Rossi. Las relaciones normales entre la abadía y el ministerio volvieron cuando, en cumplimiento de la ley de 1818, conforme al modelo del gran Archivo Napolitano, Ignazio Rossi propuso en 1839, al superintendente general Antonio Spinelli, un nuevo proyecto para la formación del índice general del archivo del Cava.
Los años siguientes, marcados por la agitación política, registraron una disminución temporal del interés por el archivo de Cava hasta que, con la supresión de 1866, la abadía de Cava fue declarada monumento nacional.

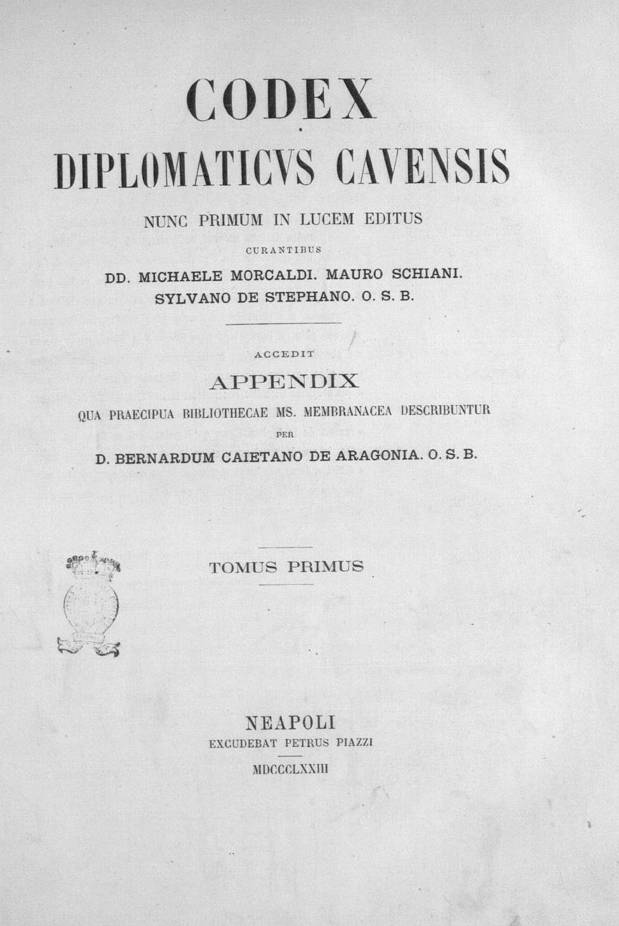
Codex diplomatus Cavensis

En 1873 se publicó el primer volumen del Codex diplomatus Cavensis, proyecto que implica la publicación completa del material de archivo. Interrumpido en 1893, con la impresión del octavo volumen, el proyecto se reanudó aproximadamente un siglo después, en 1984, cuando vio la luz el IX volumen, seguido del X en 1990. El período cronológico que abarcan los diez primeros volúmenes va del 792 al 1080. En 2015, después de cuatro años de trabajo, se publicaron los volúmenes XI y XII que abarcan el período 1081-1090.

## Historia

### 1011: la fundación por san Alferio
El fundador de la abadía de la Santísima Trinidad de la Cava fue san Alferio Pappacarbone, noble salerno de origen lombardo formado en Cluny, que en 1011 se retiró bajo la gran cueva de Arsicia en las laderas del monte Finestra en el actual territorio de la comuna de Cava de' Tirreni, para pasar allí una vida ermitaña. Pero Alferio no se quedó solo, su santidad pronto atrajo a numerosos discípulos a ese lugar, hasta el punto de que se vio inducido a erigir, en el empinado nivel entre la cueva y el río Selano, una iglesia de considerable tamaño, y a construir hasta el oeste de la misma, aprovechando también fábricas y edificios preexistentes, se encuentra un pequeño monasterio, núcleo original de la actual abadía. En el sótano de la basílica actual todavía se pueden ver parcialmente los edificios originales y los vestigios de las fábricas románicas que datan del siglo I d. C.
Sin embargo, la fundación del núcleo monástico se remonta al año 988, porque Alferio no fue el primer habitante de la cueva. Desde 988 el monje de Montecasino Liuzio, también conocido como Leone da Ostia, permaneció allí durante algún tiempo en la cueva de Arsicia, regresando de una peregrinación a Palestina.
En 1025 Alferio acababa de terminar la iglesia, cuando el príncipe Guaimario III de Salerno y su hijo Guaimario IV con diploma donaron a la nueva comunidad la zona boscosa y las tierras cultivadas alrededor de la cueva de Arsicia entre el río Selano y sus dos arroyos afluentes, Sassovivo y Giungolo. Con el mismo diploma se confería a la comunidad monástica, entre otros privilegios, la exención de impuestos y la libre designación de abades por el predecesor o, por elección, por la propia comunidad.

### SiglosXIaXIII: los abades santos
Los tres primeros siglos de la historia fueron espléndidos y estuvieron acompañados de santidad: los cuatro primeros abades fueron reconocidos como santos por la Iglesia, a saber, Alferio, Leone I, Pietro I y Costabile, mientras que Simeone, Falcone, Marino, Benincasa, Pietro II fueron reconocidos como beatos, Bálsamo, Leonardo y Leone II.
Entre ellos se distinguió san Pietro I, sobrino de Alferio, quien amplió significativamente el monasterio y fundó una poderosa congregación monástica, la Ordo Cavensis (Orden de Cava), con cientos de iglesias y monasterios dependientes repartidos por todo el sur de Italia. De esta manera extendió su influencia espiritual y temporal por todo el sur de Italia, gracias también al favor de los príncipes de Salerno que la hicieron objeto de su benevolencia. Fueron más de 3000 monjes a los que el abad Pietro les dio el hábito. El papa Urbano II, que se había encontrado con él en Cluny, visitó la abadía en 1092 y consagró la basílica.
Los príncipes y señores, además de ofrecer feudos, bienes y privilegios, donaban a la abadía la propiedad o el derecho de patrocinio sobre iglesias y monasterios. Los obispos aspiraban a tener a los cavenses en sus diócesis por el bien que allí hacían. Los papas, además de confirmar las donaciones, concedieron el privilegio de exención. De esta manera el abad de Cava de' Tirreni acabó teniendo una jurisdicción espiritual, dependiente únicamente del papa, sobre las tierras e iglesias propiedad de la abadía. Por su parte, Cava constituyó para los papas un bastión en el que podían confiar plenamente, hasta el punto de que confiaron a su custodia algunos antipapas.

### SiglosXIV-XV: la abadía en la época de la commenda cardenalicia
El siglo XIV representa un período de repliegue sobre sí mismo para la comunidad monástica. Se prestó especial atención a la defensa y administración de los bienes temporales, se produjeron espléndidas obras de arte, pero el impacto de la acción espiritual y social de la abadía, también debido a las agitaciones políticas, desapareció casi por completo.
El 7 de agosto de 1394 el papa Bonifacio IX había conferido el título de ciudad al terreno de La Cava, elevándolo a diócesis.
El monasterio ya no estaba gobernado por un abad, sino por un prior subordinado al obispo y la comunidad de monjes formaba el capítulo de la catedral. El obispo, que debía ser obispo secular, disfrutaba de todos los privilegios y derechos de un abad regular sobre la abadía de Cava y debía residir en la abadía, cuya iglesia era declarada catedral de la nueva diócesis. La abadía experimentó una nueva conmoción en 1431, cuando el abad Angelotto Fosco fue elevado a la dignidad de cardenal y todavía quiso conservar la abadía y la diócesis de Cava in commenda, recibiendo sus ingresos. Así comenzó el período de los abades comendatarios.
La abadía fue comendataria durante más de setenta años por abades que no residían habitualmente en el monasterio, quienes los confiaron a los vicarios generales; en algunos casos a los vicarios también se les concedió el carácter episcopal. De 1457 a 1459 fue vicario general del abad comendatorio Ludovico Scarampi, Niccolò Forteguerri, emparentado con el papa Pío II, que tenía por madre una Vittoria Forteguerri.
En los primeros años los vicarios se encargaron de la administración de los bienes y lograron mejorar la gestión de las posesiones monásticas creadas en 1359 por el abad Mainiero. La mayoría de los contratos agrícolas a medio plazo estipulados para la concesión de uso de tierras propias eran del tipo ad complantandum (pastinato) y por ello, con el paso de los años, algunas posesiones, como las del priorato de Santa Maria di Cursosimum cerca de Noja, se redujeron.
En los años siguientes, los patronos comenzaron a utilizar una nueva forma de contrato que se llamó pastinatio admediatem (una especie de subespecie de aparcería), con la que la abadía recibía la mitad de los frutos de la tierra, que podía pagarse en parte en dinero. Pero las cosas no mejoraron. Debido a las dificultades para transportar mercancías al monasterio, los alimentos a menudo se valoraban en dinero. La mayoría de las veces el arrendatario lograba pagar menos de lo debido, engañando al síndico del comendador, quien, al no conocer bien la extensión del terreno arrendado, se hacía creer que la disminución de lo que le pagaba estaba relacionada con la escasez de la cosecha. Y así, año tras año, los ingresos del monasterio tendieron a disminuir.
Sin embargo, el problema de los menores ingresos pronto se solucionó sometiendo a mayor rigor la verificación de activos, ingresos y cobro de deudas. Los registros elaborados durante el gobierno de los comendatarios sirvieron como verdaderos instrumentos de control. El Liber censum Cavæ se remonta a la época del cardenal Scarampi, probablemente del año 1459, y contiene el registro de una serie de bienes, con sus correspondientes ingresos anuales, situados en el valle de Metellina y clasificados por zonas homogéneas. Un verdadero libro de censos y rentas, el Primum regestrum et Inventarium domini Joannis de Aragonia, fue escrito en cambio por Tommaso de Lippis, comisario y fiscal del monasterio bajo el gobierno del comendador Juan de Aragón.
Cuando en 1485 el papa Inocencio VIII confirió la mención al cardenal Oliviero Carafa, la abadía de la Santísima Trinidad ya había perdido su antiguo esplendor de virtud y santidad. En el monasterio, en los prioratos, en las parroquias y en las iglesias más remotas, los pocos monjes que quedaban vivían sin respeto a la regla en absoluta libertad y autonomía. Para la Abadía de la Santísima Trinidad de La Cava, como ya había sucedido con muchos otros monasterios que durante mucho tiempo se encontraban en las mismas condiciones miserables, se hizo necesario reformar el régimen cenobítico. El cardenal Oliviero Carafa decidió renunciar a la mención y devolvió la vida de clausura al monasterio benedictino. Así, el 10 de abril de 1497 con una bula del papa Alejandro VI, el monasterio de Cava se unió al movimiento monástico reformado de la Congregación de Santa Justina de Padua (posteriormente llamada Congregación Casinesa). Después de casi un siglo de miseria, la Ordo Cavensis dejó de existir.

### La disputada unión de la abadía con la Congregación de Santa Justina
La anexión de la abadía de Cava a la Congregación de Santa Justina fue inicialmente deseada, pero luego la gente de Cava se opuso. Los monjes, que habían considerado la jurisdicción episcopal de Cava deseada por el papa Bonifacio IX como la principal causa de sus propios males, fueron ellos mismos los que pidieron al cardenal Oliviero Carafa que incluyera, en las cláusulas que iba a estipular para la aprobación de la abadía a la congregación de Santa Justina, además de su renuncia a la recomendación, también la supresión, tras su muerte, de la jurisdicción del obispado de Cava.
Los monjes de la congregación, encabezados por Bessarione de Chipre, partiendo del monasterio de San Severino y Sossio en Nápoles, tomaron posesión de la abadía de Cava.
Pero no fue una posesión pacífica; muchos partidos se opusieron a la unión. La vicaría de Nápoles, se entrometió sistemáticamente en la gestión temporal de la abadía, mientras, la universidad de la ciudad de La Cava, que no había apreciado la cláusula de supresión del obispado por considerarla perjudicial para su prestigio y el derecho de la urbs episcopalis cavensis, en diciembre de 1503, se sublevó contra los monjes.
El conflicto estalló cuando el abad Miguel de Tarsia se negó a reconocer el compromiso previamente asumido por el abad Arsenio de erigir un nuevo obispado de Cava y constituir su cantina. El abad Michele obtuvo también del papa Julio II la declaración de revocación y nulidad del acuerdo previamente establecido entre el abad Arsenio y la Universidad de La Cava.
Pero los cavas no se dieron por vencidos. El 6 de marzo de 1507, miércoles de ceniza, la población encabezada por Ferdinando Castriota, la familia Longo y otros exponentes de la universidad, tomando como pretexto algunas cuestiones de pastos y explotación de bosques que surgieron con los benedictinos, irrumpieron en el monasterio y comenzaron a saquear las celdas y el apartamento del abad. Los monjes se refugiaron en el priorato de Sant'Angelo in Grotta en Nocera Inferiore, mientras que la iglesia abacial quedó confiada a los sacerdotes diocesanos.
El nuncio apostólico en Nápoles, el cardenal Niccolò Fieschi, después de unos 15 días, devolvió a los religiosos la posesión de la abadía y excomulgó al pueblo de Cava.

### SiglosXVI-XVIII: el renacimiento
Durante los siglos XVI y XVIII la abadía también fue renovada arquitectónicamente. El abad Giulio De Palma reconstruyó la iglesia, el seminario, el noviciado y varias otras partes del monasterio, pero aún quedan elementos medievales llamativos. Es importante el archivo, con alrededor de 15 000 pergaminos de los siglos VIII al XIX y la biblioteca que recoge, entre otras cosas, preciosos manuscritos e incunables.

### SiglosXIX-XXI: supresiones, restauración, reducción territorial
La supresión napoleónica, gracias al abad Carlo Mazzacane, transcurrió sin causar daños graves a la abadía: 25 monjes quedaron para custodiar el establecimiento (este era el título dado a la abadía) y Mazzacane era su director. La restauración, tras la caída de Napoleón, supuso una renovación del espíritu religioso.
Tras la ley de supresión del 7 de julio de 1867, la abadía fue declarada "Monumento Nacional" y confiada en custodia pro tempore a la comunidad monástica, salvándose así de la ruina a la que se enfrentaron muchas otras ilustres abadías italianas.
En 1972 el territorio de la abadía se redujo debido a la transferencia de las 21 parroquias ubicadas en la provincia de Salerno y la única (Tramutola cuyos abades también habían sido señores feudales) en la provincia de Potenza al cuidado de los obispos locales. 
La abadía territorial sufrió una nueva reestructuración en 1979, cuando su territorio se redujo a sólo 4 parroquias, con la gestión de los santuarios de Maria Santissima Avvocata sopra Maiori, dell'Avvocatella en San Cesareo y de San Vincenzo Ferreri en Dragonea.
Mediante del decreto Sanctissimae Trinitatis Cavensis de la Congregación para los Obispos del 20 de agosto de 2012 las parroquias de las fracciones de Corpo di Cava y San Cesareo en la comuna de Cava de' Tirreni y la de la fracción de Dragonea en la comuna de Vietri sul Mare pasaron bajo la jurisdicción de la arquidiócesis de Amalfi-Cava de' Tirreni. El decreto fue ejecutado el 19 de enero de 2013. Estas mismas tres parroquias ya formaban parte de la diócesis de Cava de' Tirreni hasta 1979, cuando, por decreto de la misma Congregación, fueron entregadas a la abadía. Además del cuidado de la catedral monástica, la comunidad monástica también se ocupa del santuario de la Madonna Avvocata sopra Maiori, propiedad de la abadía desde los últimos años del siglo XIX.

### El poder temporal de la abadía, feudos y dependencias
Desde su fundación hasta nuestros días, la abadía ha desempeñado un papel fundamental en los asuntos sociales, civiles y religiosos de muchos centros situados en el sur de Italia, donde extendió su dominio directo. El Ordo Cavensis, en el apogeo de su poder, tenía ramas muy densas en Basílicata, Calabria, Apulia, Campania e incluso en Roma. Según el monje benedictino Paul Guillaume, historiador y archivero de la abadía en el siglo XIX, al menos 77 abadías, 100 prioratos, 20 monasterios, 10 obediencias y 273 iglesias pertenecían a la orden de la Cava.
Como ordinarios inmediatamente subordinados a la Santa Sede, los abades tenían plena jurisdicción episcopal sobre muchos centros en el área de Salerno, Capograssi (actualmente una fracción de Serramezzana), Capolicchio (actualmente Cannicchio una fracción de Pollica), Casalicchio (actualmente Casal Velino), Castellabate, Marittima Agnone, Matonti (actualmente fracción de Laureana Cilento), Ogliastro, Perdifumo, Pertosa, Polla, Roccapiemonte, Santa Barbara (hoy fracción de Ceraso), Santa Lucia (hoy fracción de Sessa Cilento), San Mango, Serramezzana, Tramutola, en algunas iglesias de Salerno, Santa Maria de domno, Sant'Angelo, en a Caprullo, y en el Iglesia de Sant 'Angel en la Cueva de Nocera Inferiore y de San Giovanni en Mare de Minori.
Los abades también desempeñaron funciones en la vida política, social y económica de las comunidades controladas con profundas repercusiones en las relaciones con las poblaciones locales. La abadía, en sus vastas posesiones feudales, fue a menudo acosada en su gestión civil y religiosa tanto por los poderosos en el poder como por sus propios vasallos. Esto dio lugar al malestar que caracterizó las relaciones entre los monjes y sus vasallos más de una vez en los siglos pasados.
Singular fue la antitética correlación de amor-odio entre la abadía y la ciudad de La Cava que, orgullosa de su propiedad estatal, recurría a menudo a la Cámara Real de Sommaria para evitar ser acosada por el pago de impuestos que consideraba exorbitantes y/o no. pendiente. No era sólo el prestigio y el orgullo lo que enfrentaba a los cavas con la abadía de las SS. Trinidad. En el centro de las cuestiones había un complejo de intereses, derechos, privilegios e inmunidades.
Hasta finales del siglo XIX el monasterio reunía entre sus miembros casi exclusivamente a miembros de la aristocracia y ostentaba el sobrenombre de "sagrado y real". En cambio, los abades ostentaban el título de barón de Tramutola.

## Estadísticas
Según el Anuario Pontificio 2022 la abadía territorial tenía a fines de 2021 un total de 20 fieles bautizados.
| Año                                                                             | Población | Población | Población      | Sacerdotes | Sacerdotes | Sacerdotes | Católicos por sacerdote | Diáconos permanentes | Religiosos | Religiosos | Parroquias y cuasiparroquias |
| Año                                                                             | Católicos | Total     | % de católicos | Total      | Diocesanos | Regulares  | Católicos por sacerdote | Diáconos permanentes | Masculinos | Femeninos  | Parroquias y cuasiparroquias |
| ------------------------------------------------------------------------------- | --------- | --------- | -------------- | ---------- | ---------- | ---------- | ----------------------- | -------------------- | ---------- | ---------- | ---------------------------- |
| 1950                                                                            | 21 000    | 21 100    | 99.5           | 57         | 27         | 30         | 368                     |                      | 35         | 34         | 17                           |
| 1970                                                                            | 25 000    | 25 000    | 100.0          | 47         | 23         | 24         | 531                     |                      | 32         | 70         | 23                           |
| 1999                                                                            | 5000      | 5000      | 100.0          | 15         | -          | 15         | 333                     |                      | 21         | 3          | 4                            |
| 2000                                                                            | 5000      | 5000      | 100.0          | 16         | -          | 16         | 312                     |                      | 21         | 9          | 4                            |
| 2001                                                                            | 5000      | 5000      | 100.0          | 18         | 1          | 17         | 277                     | 1                    | 23         | 9          | 4                            |
| 2002                                                                            | 6500      | 6500      | 100.0          | 15         | -          | 15         | 433                     | 1                    | 23         | 15         | 4                            |
| 2003                                                                            | 7000      | 7000      | 100.0          | 17         | 2          | 15         | 411                     | 1                    | 22         | 15         | 4                            |
| 2004                                                                            | 7200      | 7200      | 100.0          | 17         | 2          | 15         | 423                     | 1                    | 21         | 15         | 4                            |
| 2013                                                                            | 8000      | 8000      | 100.0          | 4          | 1          | 3          | 2000                    | 1                    | 12         |            | 4                            |
| 2016                                                                            | 20        | 20        | 100.0          | 4          |            | 4          | 5                       |                      | 7          |            | 1                            |
| 2019                                                                            | 20        | 20        | 100.0          | 5          |            | 5          | 4                       |                      | 7          |            | 1                            |
| 2021                                                                            | 20        | 20        | 100.0          | ?          |            | ?          | ?                       |                      | ?          |            | 2                            |
| Fuente: Catholic-Hierarchy, que a su vez toma los datos del Anuario Pontificio. |           |           |                |            |            |            |                         |                      |            |            |                              |

## Episcopologio

### Abades
- San Alferio † (1011-12 de abril de 1050 falleció)
- San Leone I † (12 de abril de 1050-12 de julio de 1079 falleció)
- San Pietro I † (12 de julio de 1079-4 de marzo de 1122 falleció)
- San Costabile † (4 de marzo de 1122-17 de febrero de 1124 falleció)
- Beato Simeone † (4 de marzo de 1124-16 noviembre de 1140 falleció)
- Beato Falcone † (16 noviembre de 1140-6 de junio de 1146 falleció)
- Beato Marino † (9 de julio de 1146-15 de diciembre de 1170 falleció)
- Beato Benincasa † (31 de enero de 1171-10 de enero de 1194 falleció)
- Ruggiero † (marzo de 1194-octubre de 1194)
- Beato Pietro II † (enero de 1195-13 de marzo de 1208 falleció)
- Beato Balsamo † (13 de marzo de 1208-24 noviembre de 1232 falleció)
- Beato Leonardo † (13 de diciembre de 1232-18 de agosto de 1255 falleció)
- Tommaso † (18 de agosto de 1255-24 de marzo de 1264 falleció)
- Giacomo † (abril de 1264-1 de julio de 1266 depuesto)
- Amico o Americo † (julio de 1266-23 de enero de 1268 falleció)
- Beato Leone II † (25 de enero de 1268-19 de agosto de 1295 falleció)
- Rainaldo † (25 de agosto de 1295-10 de septiembre de 1300 renunció)
- Roberto † (10 de enero de 1301-20 de octubre de 1311 falleció)
- Bernardo † (noviembre de 1311-noviembre de 1316 renunció)
- Filippo De Haya † (diciembre de 1316-diciembre de 1331 falleció)
- Gottardo † (enero de 1332-septiembre de 1341 falleció)
- Maynerio † (2 de octubre de 1340-septiembre de 1366 falleció)
- Golferio † (septiembre de 1366-enero de 1374 falleció)
- Antonio † (febrero de 1374-1383 falleció)
  - Pietro † (1379-1379 depuesto)
  - Riccardo de Ruggiero † (1379-1383) (administrador regente)
- Ligorio Maiorino † (1383-7 de agosto de 1394 nombrado arzobispo de Salerno)

### Obispos de La Cava y abades de la Santísima Trinidad
- Francesco de Aiello † (13 de agosto de 1394-30 de diciembre de 1407 nombrado obispo de Todi)
- Francesco Mormile † (30 de diciembre de 1407-1419 falleció)
- Sagace dei Conti (de Comitibus) † (13 noviembre de 1419-4 de febrero de 1426 nombrado obispo de Carpentras)
- Angelotto Fosco † (22 de mayo de 1426-12 de septiembre de 1444 falleció) (desde 1431 abad comendatario)
- Ludovico Scarampi † (13 de septiembre de 1444-22 de marzo de 1465 falleció) (abad comendatario)
- Giovanni d'Aragona † (1465-17 de octubre de 1485 falleció) (abad comendatario)
- Oliviero Carafa † (1485-15 de abril de 1497 renunció) (abad comendatario)

### Abades territoriales
- Arsenio da Terracina † (1497-1498)
- Paolo da Milano † (1498-1499)
- Giustino da Taderico-Harbès † (1499-1501)
- Vincenzo De Riso † (1501-1503)
- Giustino da Taderico-Harbès † (1503-1504) (por segunda vez)
- Michele Tarsia † (1504-1506)
- Benedetto da Vicenza † (1506-1507)
- Paolo da Milano † (1507-1511) (por segunda vez)
- Crisostomo D'Alessandro † (1511-1517)
- Gerolamo da Lodi † (1517-1518)
- Vincenzo Capriano † (1518-1519)
- Luca da Vercelli † (1520-1521)
- Crisostomo D'Alessandro † (1521-1522) (por segunda vez)
- Luca da Vercelli † (1522-1523) (por segunda vez)
- Giulio Lomellino † (1523-1524)
- Ilario de Rhodobio † (1524-1528)
- Gerolamo Guevara † (1528-1533)
- Andrea de Miro † (1533-1535)
- Zaccaria Bagarotti † (1535-1536)
- Gerolamo Guevara † (1536-1538) (por segunda vez)
- Giovanni Evangelista de Rasponis † (1538-1539)
- Andrea de Miro † (1539-1540) (por segunda vez)
- Gerolamo Guevara † (1540-1543) (por tercera vez)
- Sigismondo de Hippolytis † (1543-1544)
- Nicola de Punzo † (1544-1549)
- Pellegrino Dell'Erre[10] † (1549-1550)
- Gerolamo Guevara[10] † (1550-1552) (por cuarta vez)
- Angelo de Faggiis detto il Sangrino † (1552-1555)
- Bernardo d'Adamo † (1555-1560)
- Bernardo de Jadra † (1560-1563)
- Bernardo d'Adamo † (1563-1565) (por segunda vez)
- Adriano da Napoli † (1565-1567)
- Dieudonné dalla Valtellina † (1567-1568)
- Desiderio de Hippolytis † (1568-1570)
- Bernardo d'Adamo † (1570-1571) (por tercera vez)
- Gerolamo Caracciolo † (1571-1572)
- Bernardo Ferraiolo † (1572-1573)
- Filippo Scannasorice † (1573-1574)
- Desiderio de Hyppolitis † (1574-1575) (por segunda vez)
- Angelo de Faggiis detto il Sangrino † (1575-1575) (por segunda vez)
- Desiderio de Hyppolitis † (1575-1577) (por tercera vez)
- Eleuterio da Belluno † (1577-1578)
- Pietro Paolo Canosi † (1578-1578)
- Nicola Raccagnasco † (1578-1582)
- Filippo Scannasorice † (1582-1586) (por segunda vez)
- Michele Abriani † (1586-1586)
- Tiburcio da Bressanone † (1586-1588)
- VitTurín Manso † (1588-1592)
- Teofilo da Mantova † (mayo de 1592-26 noviembre de 1592)
- Ambrogio Rastellini † (mayo de 1593-1597)
- Zaccaria Eusebio † (1597-1598)
- Ilario di Busseto † (1598-1600)
- Gregorio Casamatta † (1600-1602)
- Alfonso Villagaut † (1602-1603)
- Ignazio de Turturicio † (1603-1603)
- Alessandro de Pochipannis † (1603-1606)
- Bernardo Serafini † (1606-1606)
- Lorenzo Pacifico † (1606-1611)
- Alessandro Ridolfi † (1611-1613)
- Fabiano de Lena † (1613-1615)
- Severino Pagano † (1615-1616)
- Ignazio Coppola † (1617-1621)
- Pietro Paolo de Mauro † (1621-1622)
- Giuseppe Volpicella † (1622-1627)
- Angelo Grassi † (1627-1630)
- Giulio Vecchioni † (1630-1633)
- Silvestro Civitella † (1634-1636)
- Severino de Fusco † (1636-1640)
- Gregorio Lottieri † (1640-1642)
- VitTurín Scherillo † (1642-1646)
- Giuseppe Lomellino † (1646-1651)
- Ignazio Bartilotti † (1652-1655)
- Flaminio Altomari † (1655-1661)
- Tommaso Cesarano † (1661-1662)
  - Giuseppe Pino † (1662-1663) (prior)[11]
- Mauro Cesarini † (1663-1665)[12]
- Onorato Scaramuzza † (1665-1667)
- Severino Melazzo † (1667-1668)
- Gregorio Ricciardetto † (1668-1670)
- Severino Boccia † (28 de abril de 1671-19 de mayo de 1677)
- Agostino de Amicis † (1677-1683)
- Domenico de Quadra † (1683-1684)
- Giovita Messina † (1684-1690)
- Bernardo Pasca † (1690-1696)
- Luigi de Bonis † (1696-1698)
- Arcangelo Ragosa † (1699-1705)
- Giacomo Perez Navarrete † (1705-1711)
- Placido de Balzo dei duchi di Caprigliano † (1711-1716)
- Giovanni Battista Pennese † (1716-1723)
- Massimo Albrizi † (1723-1729)
- Filippo Maria de Pace † (1729-1735)
- Placido de Puzzo † (1735-1740)
- Benedetto Maria d'Ambrosio † (1740-1745)
- Filippo Maria de Pace † (1745-1749)
- Bernardo Odierna † (1750-1756)
- Giulio Andrea de Palma † (1756-1763)
- Pietro Maria Bersanti † (1763-1765)
- Angelo Maria de Rossi † (1765-1768)
- Isidoro del Tufo † (1768-1772)
- Alferio Gaetano Dattilo † (1772-1778)
- Tiberio Ortiz † (1778-1781)
- Raffaele Pasca † (1781-1787)
- Alferio Mirano † (1788-1792)
- Tommaso Capomazza † (1793-1801)
- Carlo Mazzacane di Omignano † (1801-1824)
- Giulio Maria d'Amato † (1824-1828)
- Luigi Bovio † (1828-1829)
- Eugenio Maria Villaraut † (1829-1833)
- Giuseppe Cavaselice † (1833-1840)
- Luigi Marincola † (1840-1844)
- Pietro Candida † (1844-1849)
- Onofrio Granata † (1850-1858)
- Giuseppe Frisari † (1858-1859)
- Giulio de Ruggiero † (1859-1878)
- Michele Morcaldi † (27 de agosto de 1878-6 de febrero de 1894 falleció)
- Benedetto Bonazzi † (20 de diciembre de 1894-9 de junio de 1902 nombrado arzobispo de Benevento)
- Silvano de Stefano † (1902-1908 falleció)
- Angelo Maria Ettinger † (4 de febrero de 1910-29 de junio de 1918 falleció)
- Giuseppe Placido Maria Nicolini † (18 de agosto de 1919-22 de junio de 1928 nombrado obispo de Asís)
- Ildefonso Rea † (22 de febrero de 1929-21 noviembre de 1945 nombrado abad de Montecasino)
- Mauro De Caro † (21 de marzo de 1946-18 de mayo de 1956 falleció)
- Fausto Mezza † (21 de octubre de 1956-1967 falleció)
- Eugenio De Palma † (1967-1969 falleció)
  - Sede vacante (1969-1979)
- Michele Alfredo Marra † (15 de octubre de 1979-16 noviembre de 1992 retirado)[nota 1]
  - Sede vacante (1992-1995)[nota 2]
- Benedetto Maria Salvatore Chianetta † (20 de mayo de 1995-23 de octubre de 2010 renunció)
  - Sede vacante (2010-2013)[nota 3]
- Michele Petruzzelli, desde el 14 de diciembre de 2013